# Castillo de Santa Rosa
El castillo de Santa Rosa es una construcción castrense, actualmente en ruinas, situada en Tabanera de Cerrato.